# Myrsinaceae
Myrsinaceae é uma família de plantas angiospérmicas (plantas com flor - divisão Magnoliophyta), pertencente à ordem Ericales.
O grupo consiste em 1445 espécies, classificadas em 41 géneros, com distribuição geográfica e climática vasta.

## Géneros
| - Abromeitia - Aegiceras - Amblyanthopsis - Amblyanthus - Anagallis - Antistrophe - Ardisia - Ardisiandra - Asterolinon - Badula - Conandrium - Coris | - Ctenardisia - Cybianthus - Cyclamen - Discocalyx - Elingamita - Embelia - Emblemantha - Fittingia - Geissanthus - Gentlea - Glaux - Graphardisia | - Grenacheria - Heberdenia - Hymenandra - Labisia - Loheria - Lysimachia - Monoporus - Myrsine - Oncostemum - Parathesis - Pelletiera - Pleiomeris | - Rapanea - Sadiria - Solonia - Stimpsonia - Stylogyne - Tapeinosperma - Tetrardisia - Trientalis - Valerioanthus - Vegaea - Wallenia - Yunckeria |